# 热内
热内（法語：Genech，法語發音：[ʒənɛ]）是法国上法蘭西大區北部省的一个市镇，属于里尔区。

## 地理
热内（50°31'51"N, 3°12'59"E）面积7.46 平方千米，位于法国上法蘭西大區北部省，该省份为法国最北部的省份及最长的省份，西北濒北海，西接加来海峡省，南至埃纳省和索姆省，东与比利时接壤。
与热内接壤的市镇（或旧市镇、城区）包括：锡苏万、诺曼、穆尚、科布里约、佩韦勒地区唐普勒沃。
热内的时区为UTC+01:00、UTC+02:00（夏令时）。

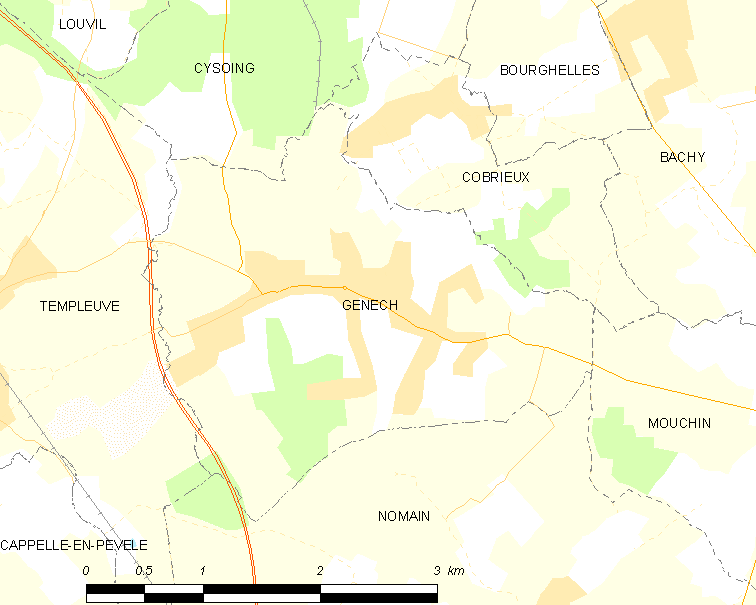
热内的OSM定位图

## 行政
热内的邮政编码为59242，INSEE市镇编码为59258。

## 政治
热内所属的省级选区为佩韦勒地区唐普勒沃县。

## 人口

1962-2008年间热内人口变化图示

热内于2022年1月1日时的人口数量为2811人。